# Simulium griseum
Simulium griseum är en tvåvingeart som beskrevs av Daniel William Coquillett 1898. Simulium griseum ingår i släktet Simulium och familjen knott. Inga underarter finns listade i Catalogue of Life.